# Филипчук, Георгий Георгиевич
Георгий Георгиевич Филипчук (укр. Георгій Георгійович Філіпчук; род. 19 декабря 1950, Киселёв, Черновицкая область) — украинский политик, педагог и государственный деятель. Член партии Всеукраинское объединение «Батькивщина». В 2007—2010 годах — министр охраны окружающей природной среды Украины.
В апреле 2012 года, Филипчук был приговорён к трём годам лишения свободы за превышение власти и служебных полномочий во время руководства министерством. Позже, апелляционный суд Киева смягчил приговор на 2 года условного заключения.

## Образование
В 1973 году Георгий Филипчук окончил исторический факультет Черновицкого госуниверситета. В 1991 году — аспирантуру Института педагогики Академии педагогических наук Украины. В 1995 году — докторантуру АПНУ.
Доктор педагогических наук. Кандидатская диссертация «Развитие национальных школ в многонациональных регионах» (1991). Докторская диссертацию на тему «Украинская этнокультура в контексте общего и педагогического образования» (1996).
Георгий Филипчук — автор более 200 научных трудов и статей по вопросам образования, гражданского общества, этонокультуры и экологической политики. В частности, написал монографии «Развитие образования в многонациональных регионах» (1996), «Экология и политика» (1998, соавтор), «Экологическая политика: национальные и глобальные реалии» (2002—2004, соавтор), «Словарь терминов по вопросам экологии, безопасности жизни и деятельности» (2003).
Владеет немецким языком.

## Карьера
В 1973—1977 годах — учитель истории Заставнивской средней школы на Буковине. С 1977 по 1978 год — методист истории и права Черновицкого областного института усовершенствования учителей. В 1978—1994 годах — инспектор школ, заместитель начальника, начальник Черновицкого облуправления образования. С 1990 по 1994 год был депутатом областного совета.
В 1994—1997 годах — народный депутат Украины II созыва, председатель Комиссии ВР по вопросам экологической политики. Баллотировался в парламент, будучи беспартийным.
Исполняющий обязанности с 12 мая 1996 по 11 сентября 1996 года, с 11 сентября 1996 по 8 мая 1998 года — председатель Черновицкой облгосадминистрации.
В 1998—1999 годах — доцент, профессор кафедры педагогики Черновицкого нацуниверситета им. Федьковича.
В 1998—2002 годах — народный депутат Украины III созыва. На момент выборов — член Народного Руха Украины. Член Комитета по вопросам науки и образования.
В 2003—2004 годах — руководитель службы Министра по связям с Верховной Радой. В 2004—2005 годах — работа в отделе философии образования и образовательных технологий НИИ украиноведения. В 2005—2007 годах — гендиректор ГП «Украинский научно-исследовательский и учебный центр проблем стандартизации, сертификации и качества».
Доверенное лицо кандидата на пост Президента Украины Виктора Ющенко в ТИО № 182 (2004—2005).
С октября по декабрь 2007 года — народный депутат Украины VI созыва. Прошёл в парламент по списку Блока Юлии Тимошенко.
С декабря 2007 по март 2010 года — Министр охраны окружающей природной среды Украины в правительстве Юлии Тимошенко.

## Семья
Украинец. Отец Георгий Александрович (1919—1979) — рабочий, мать Анастасия Георгиевна (1928—1965) — колхозница. Жена Наталья Александровна (1959) — педагог. Сыновья Александр (1978) и Андрей (1984).

## Награды и звания
Отличник народного образования Украины и ССР. Награждён медалью имени Макаренко, Орден «За заслуги» III (декабрь 2000), II степеней (июнь 2008). Заслуженный деятель науки и техники Украины (апрель 2009).